# Miller Lite Hall of Fame Championships 2001 - Qualificazioni singolare
Le qualificazioni del singolare  del Miller Lite Hall of Fame Championships 2001 sono state un torneo di tennis preliminare per accedere alla fase finale della manifestazione. I vincitori dell'ultimo turno sono entrati di diritto nel tabellone principale. In caso di ritiro di uno o più giocatori aventi diritto a questi sono subentrati i lucky loser, ossia i giocatori che hanno perso nell'ultimo turno ma che avevano una classifica più alta rispetto agli altri partecipanti che avevano comunque perso nel turno finale.
Le qualificazioni del torneo Miller Lite Hall of Fame Championships 2001 prevedevano 32 partecipanti di cui 4 sono entrati nel tabellone principale.

## Teste di serie
1. Ota Fukárek (Qualificato)
2. Wayne Black (ultimo turno)
3. Cristiano Caratti (ultimo turno)
4. Jeff Salzenstein (Qualificato)

1. Glenn Weiner (Qualificato)
2. Todd Perry (ultimo turno)
3. Kristian Capalik (Qualificato)
4. Peter Luczak (ultimo turno)

## Qualificati
1. Ota Fukárek
2. Glenn Weiner

1. Kristian Capalik
2. Jeff Salzenstein

## Tabellone

### Legenda
| - Q = Qualificato - WC = Wild card - LL = Lucky loser | - ALT = Alternate - SE = Special Exempt - PR = Protected Ranking | - w/o = Walkover - r = Ritirato - d = Squalificato |

### Sezione 1
|  | Primo turno    | Primo turno    | Primo turno    | Primo turno | Primo turno |  |  | Secondo turno | Secondo turno  | Secondo turno  | Secondo turno | Secondo turno |   |   | Ultimo turno | Ultimo turno | Ultimo turno | Ultimo turno | Ultimo turno |  |
|  |                |                |                |             |             |  |  |               |                |                |               |               |   |   |              |              |              |              |              |  |
|  | 1              | Ota Fukárek    | 5              | 6           | 6           |  |  |               |                |                |               |               |   |   |              |              |              |              |              |  |
|  |                | Mirko Pehar    | 7              | 3           | 0           |  |  | 1             | Ota Fukárek    | Ota Fukárek    | 6             | 6             |   |   |              |              |              |              |              |  |
|  | Daniel Willman | Daniel Willman | Daniel Willman | 6           | 6           |  |  |               | Daniel Willman | Daniel Willman | 3             | 3             |   |   |              |              |              |              |              |  |
|  | Evan Austin    | Evan Austin    | Evan Austin    | 3           | 4           |  |  |               |                |                |               |               |   |   | 1            | Ota Fukárek  | Ota Fukárek  | 6            | 6            |  |
|  | Thomas Shimada | Thomas Shimada | 5              | 6           | 6           |  |  |               |                | 8              | Peter Luczak  | Peter Luczak  | 3 | 4 |              |              |              |              |              |  |
|  | Dmitrij Sitak  | Dmitrij Sitak  | 7              | 3           | 4           |  |  |               | Thomas Shimada | 6              | 68            | 4             |   |   |              |              |              |              |              |  |
|  | 8              | Peter Luczak   | Peter Luczak   | 6           | 7           |  |  | 8             | Peter Luczak   | 4              | 7             | 6             |   |   |              |              |              |              |              |  |
|  |                | Alex Witt      | Alex Witt      | 1           | 5           |  |  |               |                |                |               |               |   |   |              |              |              |              |              |  |

### Sezione 2
|  | Primo turno        | Primo turno        | Primo turno        | Primo turno | Primo turno |  |  | Secondo turno | Secondo turno  | Secondo turno  | Secondo turno | Secondo turno |   |   | Ultimo turno | Ultimo turno | Ultimo turno | Ultimo turno | Ultimo turno |  |
|  |                    |                    |                    |             |             |  |  |               |                |                |               |               |   |   |              |              |              |              |              |  |
|  | 2                  | Wayne Black        | 7                  | 3           | 6           |  |  |               |                |                |               |               |   |   |              |              |              |              |              |  |
|  |                    | Steve Berke        | 65                 | 6           | 2           |  |  | 2             | Wayne Black    | Wayne Black    | 6             | 7             |   |   |              |              |              |              |              |  |
|  | James Shortall     | James Shortall     | James Shortall     | 6           | 6           |  |  |               | James Shortall | James Shortall | 2             | 5             |   |   |              |              |              |              |              |  |
|  | Lawrence Jnr. Gunn | Lawrence Jnr. Gunn | Lawrence Jnr. Gunn | 1           | 4           |  |  |               |                |                |               |               |   |   | 2            | Wayne Black  | 6            | 5            | 1            |  |
|  | Kyle Porter        | Kyle Porter        | Kyle Porter        | 6           | 6           |  |  |               |                | 5              | Glenn Weiner  | 2             | 7 | 6 |              |              |              |              |              |  |
|  | Will Ritter        | Will Ritter        | Will Ritter        | 0           | 3           |  |  |               | Kyle Porter    | Kyle Porter    | 2             | 68            |   |   |              |              |              |              |              |  |
|  | 5                  | Glenn Weiner       | Glenn Weiner       | 6           | 6           |  |  | 5             | Glenn Weiner   | Glenn Weiner   | 6             | 7             |   |   |              |              |              |              |              |  |
|  |                    | Trace Fielding     | Trace Fielding     | 3           | 4           |  |  |               |                |                |               |               |   |   |              |              |              |              |              |  |

### Sezione 3
|  | Primo turno     | Primo turno       | Primo turno      | Primo turno | Primo turno |  |  | Secondo turno | Secondo turno     | Secondo turno    | Secondo turno    | Secondo turno |   |   | Ultimo turno | Ultimo turno      | Ultimo turno | Ultimo turno | Ultimo turno |  |
|  |                 |                   |                  |             |             |  |  |               |                   |                  |                  |               |   |   |              |                   |              |              |              |  |
|  | 3               | Cristiano Caratti | 6                | 6           | 7           |  |  |               |                   |                  |                  |               |   |   |              |                   |              |              |              |  |
|  |                 | Scott Humphries   | 2                | 7           | 5           |  |  | 3             | Cristiano Caratti | 65               | 7                | 7             |   |   |              |                   |              |              |              |  |
|  | Diego Ayala     | Diego Ayala       | Diego Ayala      | 6           | 6           |  |  |               | Diego Ayala       | 7                | 5                | 5             |   |   |              |                   |              |              |              |  |
|  | Gavin Sontag    | Gavin Sontag      | Gavin Sontag     | 1           | 4           |  |  |               |                   |                  |                  |               |   |   | 3            | Cristiano Caratti | 4            | 6            | 63           |  |
|  | Michael Tebbutt | Michael Tebbutt   | Michael Tebbutt  | 6           | 6           |  |  |               |                   | 7                | Kristian Capalik | 6             | 3 | 7 |              |                   |              |              |              |  |
|  | Jim Thomas      | Jim Thomas        | Jim Thomas       | 0           | 2           |  |  |               | Michael Tebbutt   | Michael Tebbutt  | 63               | 3             |   |   |              |                   |              |              |              |  |
|  | 7               | Kristian Capalik  | Kristian Capalik | 6           | 6           |  |  | 7             | Kristian Capalik  | Kristian Capalik | 7                | 6             |   |   |              |                   |              |              |              |  |
|  |                 | Jamie Gresh       | Jamie Gresh      | 2           | 1           |  |  |               |                   |                  |                  |               |   |   |              |                   |              |              |              |  |

### Sezione 4
|  | Primo turno     | Primo turno      | Primo turno      | Primo turno | Primo turno |  |  | Secondo turno | Secondo turno    | Secondo turno    | Secondo turno | Secondo turno |   |   | Ultimo turno | Ultimo turno     | Ultimo turno     | Ultimo turno | Ultimo turno |  |
|  |                 |                  |                  |             |             |  |  |               |                  |                  |               |               |   |   |              |                  |                  |              |              |  |
|  | 4               | Jeff Salzenstein | Jeff Salzenstein | 6           | 6           |  |  |               |                  |                  |               |               |   |   |              |                  |                  |              |              |  |
|  |                 | Doug Root        | Doug Root        | 1           | 1           |  |  | 4             | Jeff Salzenstein | Jeff Salzenstein | 6             | 6             |   |   |              |                  |                  |              |              |  |
|  | Jonathan Erlich | Jonathan Erlich  | 6                | 5           | 6           |  |  |               | Jonathan Erlich  | Jonathan Erlich  | 4             | 4             |   |   |              |                  |                  |              |              |  |
|  | Thomas Blake    | Thomas Blake     | 3                | 7           | 1           |  |  |               |                  |                  |               |               |   |   | 4            | Jeff Salzenstein | Jeff Salzenstein | 6            | 6            |  |
|  | Chris Magyary   | Chris Magyary    | Chris Magyary    | 7           | 7           |  |  |               |                  | 6                | Todd Perry    | Todd Perry    | 3 | 4 |              |                  |                  |              |              |  |
|  | Kyle Spencer    | Kyle Spencer     | Kyle Spencer     | 64          | 5           |  |  |               | Chris Magyary    | Chris Magyary    | 5             | 0             |   |   |              |                  |                  |              |              |  |
|  | 6               | Todd Perry       | Todd Perry       | 6           | 6           |  |  | 6             | Todd Perry       | Todd Perry       | 7             | 6             |   |   |              |                  |                  |              |              |  |
|  |                 | Alejandro Asta   | Alejandro Asta   | 4           | 0           |  |  |               |                  |                  |               |               |   |   |              |                  |                  |              |              |  |